# Susan Sontag
Susan Sontag, nacida como Susan Rosenblatt, (Nueva York, 16 de enero de 1933-Nueva York, 28 de diciembre de 2004) fue una escritora, novelista, filósofa y ensayista, así como profesora, directora de cine y guionista estadounidense de origen judío. Aunque se dedicó principalmente a su carrera literaria y ensayística, también ejerció la docencia y dirigió películas y obras teatrales.

## Biografía

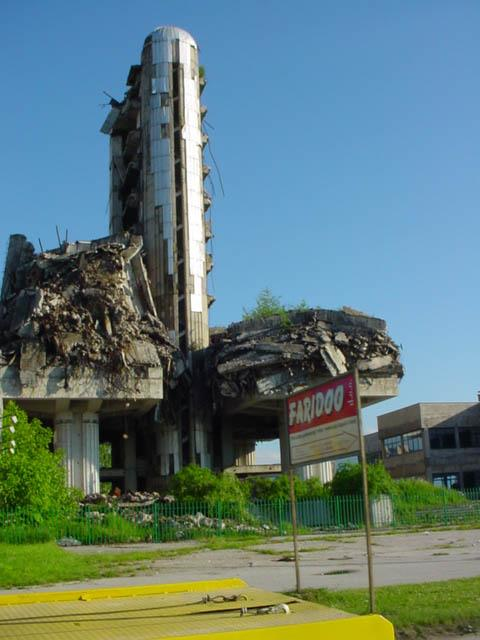
Antiguo edificio editorial de un diario de Sarajevo. Sontag vivió varios meses en Sarajevo durante el asedio, en los que dirigió la representación de la obra Esperando a Godot, en un teatro de Sarajevo.

Fue hija de Jack Rosenblatt y Mildred Jacobsen, ambos judíos estadounidenses. Su padre se dedicaba al negocio de comercio de pieles en China, donde falleció a causa de la tuberculosis cuando Susan tan solo tenía cinco años. Siete años después, su madre contrajo matrimonio con Nathan Sontag. Desde ese momento, Susan y su hermana Judith adoptaron el apellido de su padrastro.
Se crio en Tucson (Arizona) y en Los Ángeles, donde se graduó en la North Hollywood High School, a la edad de 15 años. Continuó sus estudios en varias universidades, como la Berkeley, la Universidad de Oxford, la Universidad de Chicago, la Universidad de París y la Universidad Harvard, en varias de las cuales también fue docente.
Durante su estancia en Chicago, a la edad de 17 años, contrajo matrimonio con Philip Rieff, tras un noviazgo de diez días. La pareja tuvo un hijo, David Rieff, quien se convirtió en el editor de su madre en la editorial Farrar Straus and Giroux. El matrimonio entre Sontag y Rieff duró ocho años, y se divorciaron en 1958.
Desde entonces, sostuvo relaciones con Harriet Sohmers Zwerling (con la que convivió tras una intensa relación en París, en 1957), con la dramaturga cubana María Irene Fornés y con el poeta ruso Joseph Brodsky, entre otros. Los últimos años de su vida mantuvo una relación sentimental con la fotógrafa Annie Leibovitz.
Falleció el 28 de diciembre del 2004 en el hospital Memorial Sloan Kettering de Nueva York, a la edad de 71 años, debido a complicaciones de un síndrome mielodisplásico que desembocó en una leucemia mielógena aguda. El origen de la leucemia fue probablemente la radioterapia recibida tres décadas antes, empleada para la curación de un avanzado cáncer de mama que sufrió cuando tenía 43 años. Fue sepultada en el cementerio de Montparnasse, en París.
Su hijo David Rieff escribió un libro sobre la enfermedad y la muerte de su madre, titulado Un mar de muerte.

## Trayectoria
Entre 1955 y 1957, Sontag cursó el doctorado en filosofía en Harvard y ayudó a su marido en su estudio Freud. La mente de un moralista. En 1957, viajó a París para continuar sus estudios en La Sorbona. Cuando regresó a Nueva York, fue profesora de filosofía en el City College y en el Sarah Lawrence College, y después en la Universidad de Columbia, donde fue profesora en el Departamento de Religión durante cuatro años. Durante los años sesenta, escribió con frecuencia para Harper’s, The New York Review of Books y The Partisan Review.
Fue una de las intelectuales más influyentes de esa época, pues exploraba la distancia que hay entre la realidad humana, cultural, artística y nuestra interpretación de esa realidad. En 1968, apareció el libro que reunía algunos de esos ensayos, Contra la interpretación, que se convirtió inmediatamente en uno de los más representativos de su generación.
Sontag renovó el ensayo estadounidense y lo transformó en un instrumento capaz de interpretar nuevos fenómenos de la cultura de masas, como las drogas y la pornografía. Estos temas formaron parte de su segundo libro de ensayos, Estilos radicales, publicado en 1969.
Después, participó como guionista y directora de cine en las películas Duelo de caníbales (1969) y Hermano Carl (1971), realizadas en Suecia. Visitó Israel, donde rodó Tierras prometidas (1973), un documental sobre las tropas israelíes en los Altos del Golán.
Su siguiente libro fue Sobre la fotografía (1977), que no estaba ilustrado con fotografías porque la escritora reivindicaba la autoridad de la palabra escrita y revindicaba la fotografía como arte independiente a través de la obra de fotógrafos poco conocidos, como Diane Arbus.
Sontag también se dedicó al cine, y dirigió cuatro películas: Duett för kannibaler (Duet for Cannibals) (1969), Broder Carl (Brother Carl) (1971),  Promised Lands (1974) y Unguided Tour AKA Letter from Venice (1983), que tuvieron una circulación limitada. En 2019 se lanzó una restauración de su largometraje debut, Duet for Cannibals.

## Últimos años de vida
En los años setenta le fue diagnosticado un cáncer. Mientras padecía el duro tratamiento contra la enfermedad, Sontag transmitió la experiencia por escrito con su extraordinaria lucidez. El resultado fue el libro La enfermedad y sus metáforas. Diez años más tarde, el ensayo fue ampliado con El sida y sus metáforas. Ambos textos examinan la forma en que ciertas enfermedades originan actitudes sociales que pueden resultar más dañinas para el paciente que las enfermedades mismas.
A fines de los años setenta, Sontag fue nombrada miembro de la Academia Estadounidense de las Letras.
Entre 1987 y 1989, presidió el Pen American Center. En los años 90, viajó a Sarajevo, durante su asedio, y dirigió allí las representaciones de Esperando a Godot, mostrando su apoyo a las víctimas del conflicto.
Tras pasar allí diversas estancias, Sontag fue nombrada Ciudadana Honoraria de Sarajevo.
Siempre intentó hacer pensar desde otro punto de vista. Sus ideas en algún momento aparecieron como radicalizadas. En el siglo XXI, criticó las invasiones de los Estados Unidos en el Medio Oriente, y se preguntó si el atentado a las Torres Gemelas del 11-S no tendría que ver con la política exterior de su país. Por ello, fue blanco de campañas en su contra, que incluyeron la petición a que las empresas no auspiciaran en medios que publicaran sus artículos.
En los años 2010 y 2013 se han publicado en español sus diarios, editados por su hijo David Rieff. En una entrada de 1947, Susan Sontag explica su forma de pensar de la siguiente manera:
"23/11/47"
Creo:
(a) 	Que no hay un dios personal o vida después de la muerte.
(b) 	Que lo más deseable en el mundo es la libertad de ser fiel a uno mismo, es decir, la honradez.
(c)	 Que la única diferencia entre los seres humanos es la inteligencia.
(d) 	Que el único criterio de una acción es su efecto último en la felicidad o infelicidad de una persona.
(e)	 Que está mal privar a cualquiera de la vida.
(Faltan las entradas "f" y "g".)
(h) Creo, además, que un Estado ideal (además de "g") debería ser fuerte y centralizado con control gubernamental de los servicios públicos, los bancos, las minas, el transporte y la subvención de las artes, un salario mínimo satisfactorio, ayuda a los discapacitados y ancianos. La asistencia del Estado a las mujeres embarazadas sin distinciones como las de hijos legítimos e ilegítimos."

## Obra narrativa
Es autora también de obras narrativas: El benefactor, 1963; Yo, etcétera, 1978; The way we live now, 1991; El amante del volcán, 1995; En América, 2000; Tierra prometida, 1974, y Giro turístico sin guía, 1984. Fue directora de las obras teatrales: Jacques y su señor (Jacques y su amo, según la traducción en otros países hispanohablantes) (Milan Kundera, 1985) y Esperando a Godot'. En el 2003, también escribió Ante el dolor de los demás'.
Decía de su manera de escribir: "Vivo la escritura como algo que se me da –a veces, casi, como un dictado. Dejo que sobrevenga, trato de no interferir con ella. La respeto, porque soy yo y sin embargo es más que yo. Es personal y transpersonal, a la vez."

## Obras publicadas
Novelas
- El benefactor, 1963, trad. Lumen, 1974; Alfaguara, 1997; Suma de letras, 2002
- Estuche de muerte, 1967, trad. Joaquín Mortiz, 1969; Debolsillo, 2007
- El amante del volcán, 1992, trad. Alfaguara, 1996; Suma de letras, 2001; Random House, 2008
- En América, 1999, trad. Alfaguara, 2002; Suma de letras, 2004; RHM, 2010

Cuentos y prosa corta
- Yo, etcétera, (1977), trad. Seix Barral, 1983; Santillana 2003; Taurus, 2007
- Declaración. Cuentos reunidos. Edición inglesa de Benjamin Taylor, Edición española de Aurelio Major. Traducción de Eduardo Goligorsky, Aurelio Major y otros. Barcelona: Literatura Random House. 2018. ISBN 978-84-397-3403-1.

Ensayo y otros textos de no ficción
- Contra la interpretación y otros ensayos, 1966, trad. Seix Barral, 1969; Alfaguara, 1996; Random House, 2007 (aquí se destaca "Notas sobre 'Camp'")[20]
- Estilos radicales, 1969, trad. Muchnik, 1985; Debolsillo; RHM, 2007
- Sobre la fotografía, 1977, publicado por Edhasa, 1981; Alfaguara, 2005; Debolsillo, 2009
- La enfermedad y sus metáforas, 1978, publicado por Muchnik, 1980
- Bajo el signo de Saturno, 1980, trad. Lasser Press Mexicana, 1981; Edhasa, 1987; Debolsillo, 2007
- El sida y sus metáforas, 1988, trad. Muchnik, 1989; Taurus, 1996; Suma de letras, 2003
- Ante el dolor de los demás. Traducción de Aurelio Major. Madrid: Alfaguara. 2003. ISBN 978-84-204-6670-5.
- Cuestión de énfasis. Traducción de Aurelio Major. Madrid: Alfaguara. 2007. ISBN 978-84-204-7085-6.

Libros póstumos
- Al mismo tiempo. Ensayos y conferencias. Edición de Paolo Dilonardo y Anne Jump, Epílogo de David Rieff. Traducción de Aurelio Major. Barcelona: Penguin Random House. 2007. ISBN 978-84-397-2053-9.
- Renacida. Diarios tempranos. Traducción de Aurelio Major. Barcelona: Penguin Random House. 2011. ISBN 978-84-397-2214-4.
- La conciencia uncida a la carne. Diarios de madurez. Traducción de Aurelio Major. Barcelona: Penguin Random House. 2014. ISBN 978-84-397-2562-6.

Otras publicaciones en español
- Viaje a Hanoi, 1969, Joaquín Mortiz
- Aproximación a Artaud, 1976, Lumen, ensayo
- Susan Sontag: El poder de la palabra, 2004, Losada, selección de ensayos hecha por Carlos Ortega
- Susan Sontag y el oficio de pensar, 2004, Campo de Ideas, Verónica Abdala
- Susan Sontag, 2024, Filosofía&Co, Melina Alexia Varnavoglou

## Películas
Dirigió las siguientes películas
- (1969) Duett för kannibaler (Duet for Cannibals)
- (1971) Broder Carl (Brother Carl)
- (1974) Promised Lands
- (1983) Unguided Tour AKA Letter from Venice

## Premios
- En el 2000, recibió el Premio Nacional del Libro, en la categoría de ficción, por su novela In America.
- En el 2001, recibió el Premio Jerusalén de Literatura.[16]
- En el 2003, recibió, junto a la autora marroquí Fátima Mernissi, el Premio Príncipe de Asturias de las Letras.[22]
- En el 2003, recibió el Premio de la Paz del Comercio Librero Alemán.[23]